# Silver Center

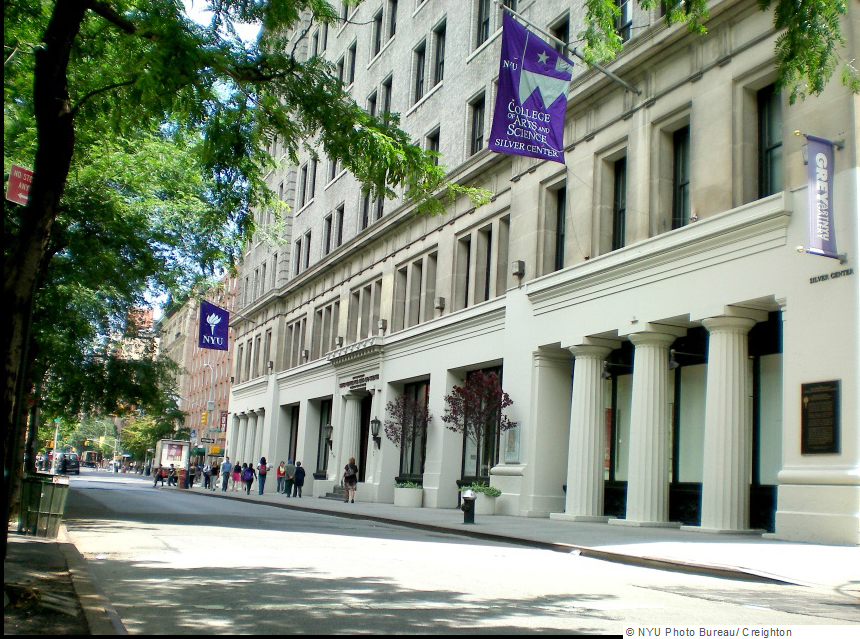
Le Silver Center en 2015

Le Silver Center of Arts and Science est un bâtiment de l'Université de New York (New York University, ou NYU). Il fut dessiné par un architecte d'origine allemande, Alfred Zucker en 1892. Il abrite actuellement le College of Arts and Science (CAS) et la Graduate School of Arts and Science (GCAS).